# Wilhelm Wicke

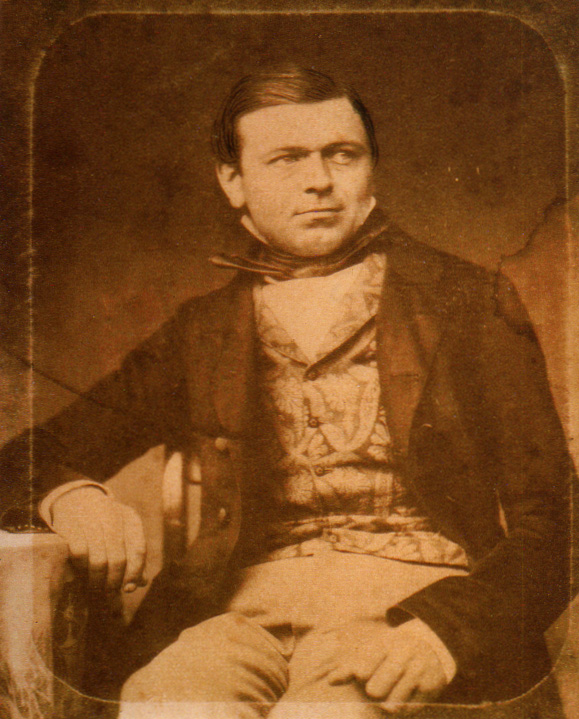
Wilhelm Wicke, ca. 1853

Johann Anton Wilhelm Wicke (* 13. Februar 1828 in Oldenburg; † 6. Juni 1871 in Göttingen) war ein deutscher Agrikulturchemiker.

## Leben und Wirken
Wilhelm Wicke war der Sohn eines Oberlehrers, studierte Chemie bei Friedrich Wöhler an der Georg-August-Universität Göttingen, promovierte bei ihm 1851 und habilitierte sich 1853. Seitdem lehrte er Agrikulturchemie an der Georg-August-Universität bzw. an der 1857 gegründeten, vor den Toren Göttingens liegenden Landwirtschaftlichen Akademie in Weende. Gleichzeitig leitete er das agrikulturchemische Laboratorium dieser Akademie, einer Vorgängerinstitution der heutigen Agrarwissenschaftlichen Fakultät der Universität Göttingen. 1862 wurde er zum ordentlichen Professor ernannt.
Mit einem Kompendium über chemische Analysenmethoden trat er als Lehrbuchautor hervor. Viele Beiträge über die Ergebnisse seiner Analysen von Düngemitteln und über die chemische Zusammensetzung von Ackerböden veröffentlichte er im Journal für Landwirthschaft, damals eine der angesehensten landwirtschaftlichen Fachzeitschriften. Das Leitmotiv seines Wirkens war es, die Wissenschaft dem Leben nutzbar zu machen. Seine allgemein verständlichen, oft mit Gleichnissen und Bildern versehenen Veröffentlichungen über aktuelle Probleme des Pflanzenbaus fanden besonders bei den Landwirten großen Widerhall.
Wilhelm Wicke starb am 6. Juni 1871 im Alter von 43 Jahren in Göttingen. Sein Nachfolger als Lehrstuhlinhaber für Agrikulturchemie an der Universität Göttingen wurde der Erlanger Professor Philipp Zöller (1832–1885).

## Schriften (Auswahl)
- Über das Amygdalin und seine Verwandlungsprodukte. Hochschulschrift. Göttingen 1852.
- Anleitung zur chemischen Analyse nebst Beispielen. Für Anfänger und Geübtere. Verlag Schwetschke, Braunschweig 1857 (Digitalisat der Universitäts- und Landesbibliothek Düsseldorf).
- Die Haide, ihre Bewohner und ihre wirthschaftliche Nutzung im nordwestlichen Deutschland. Dieterich, Göttingen 1867. In: Journal für die Landwirthschaft, 1867.
- Pflanzenwände und ihre Anwendung zur Verwerthung der Abwässer durch aufrecht stehende Gartenanlagen. Mit 1 Abbildung. Verlag W. Wicke Gross-Lichterfelde 1898 (posthum veröffentlicht).